# Indie (muziek)

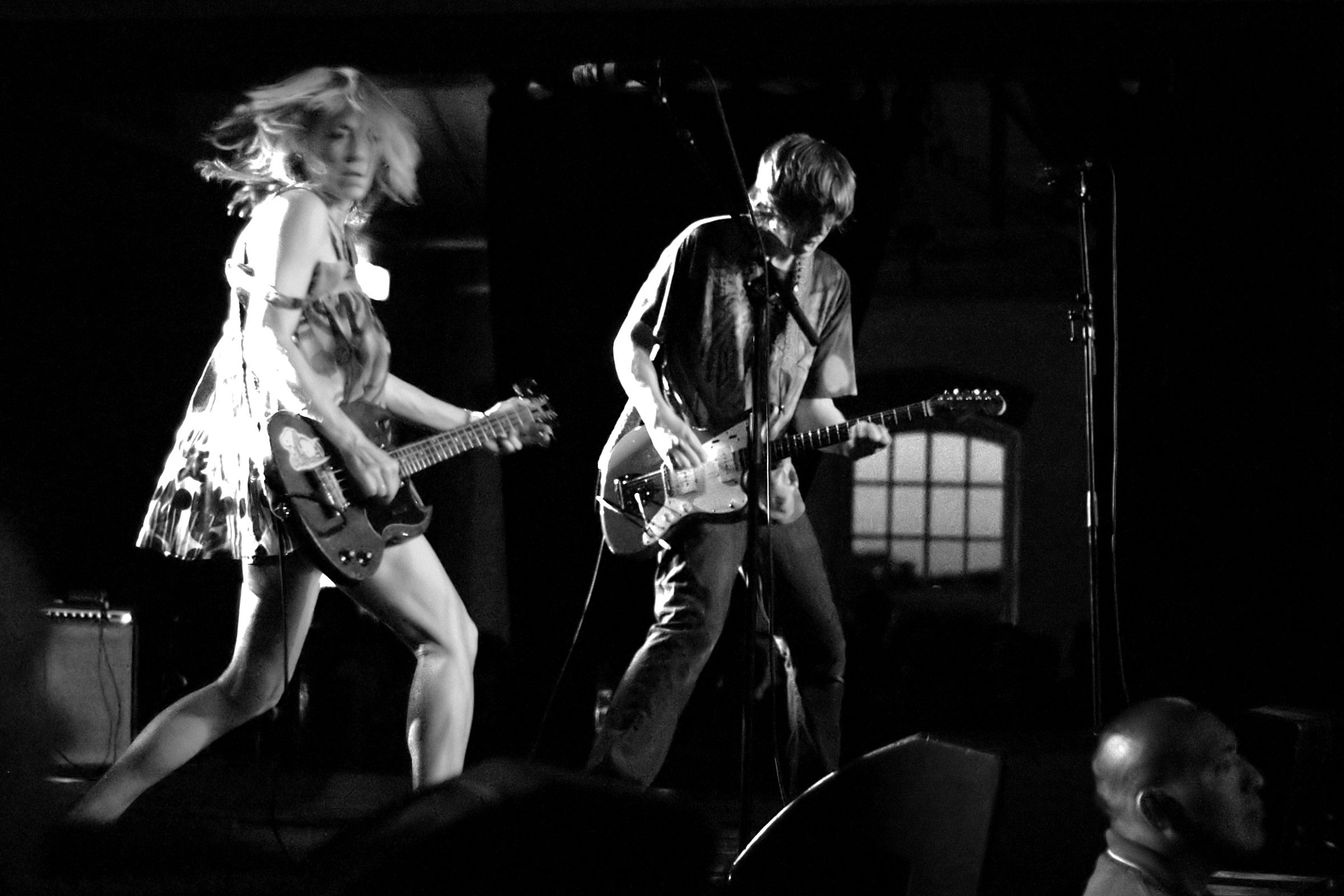
Sonic Youth

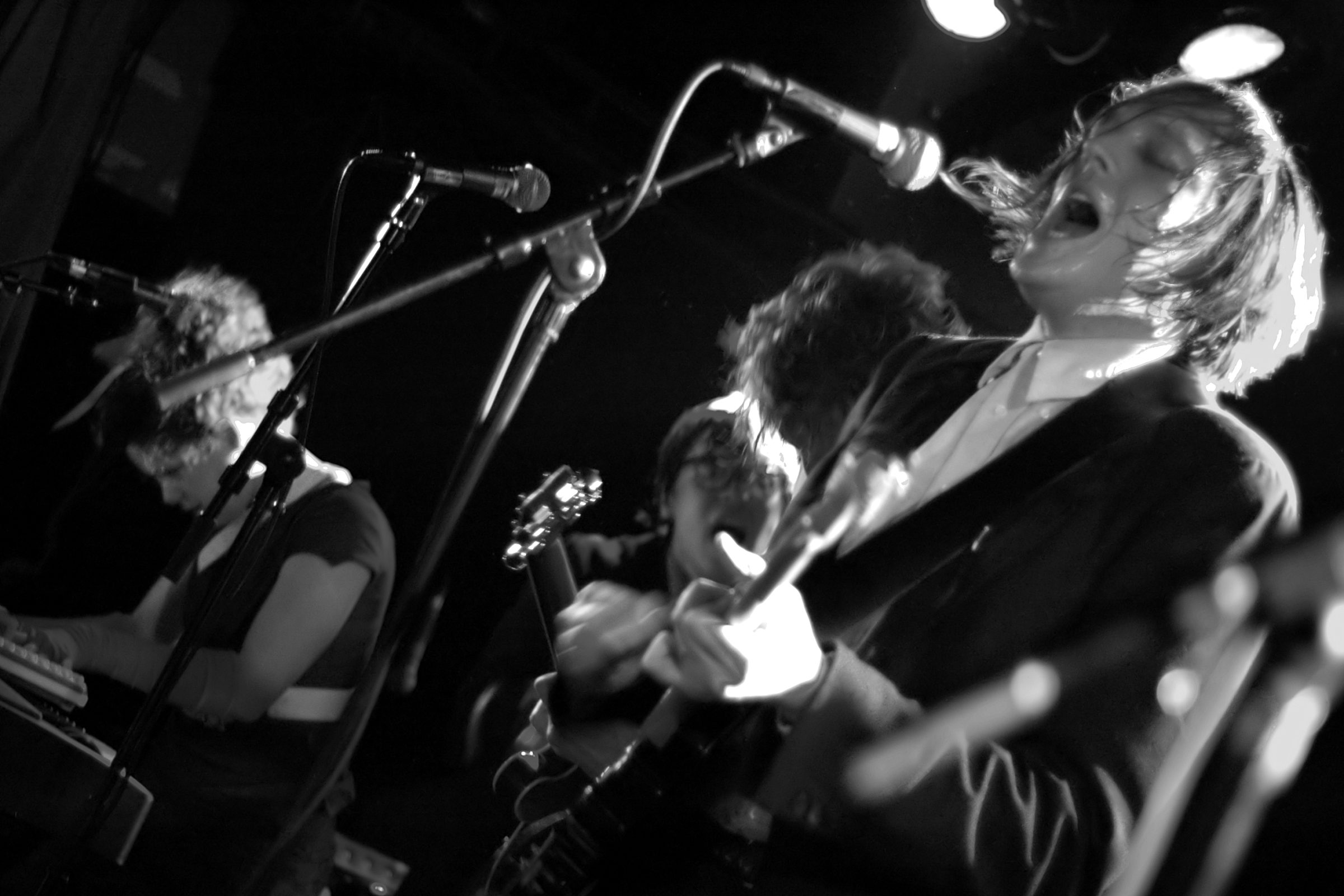
Arcade Fire

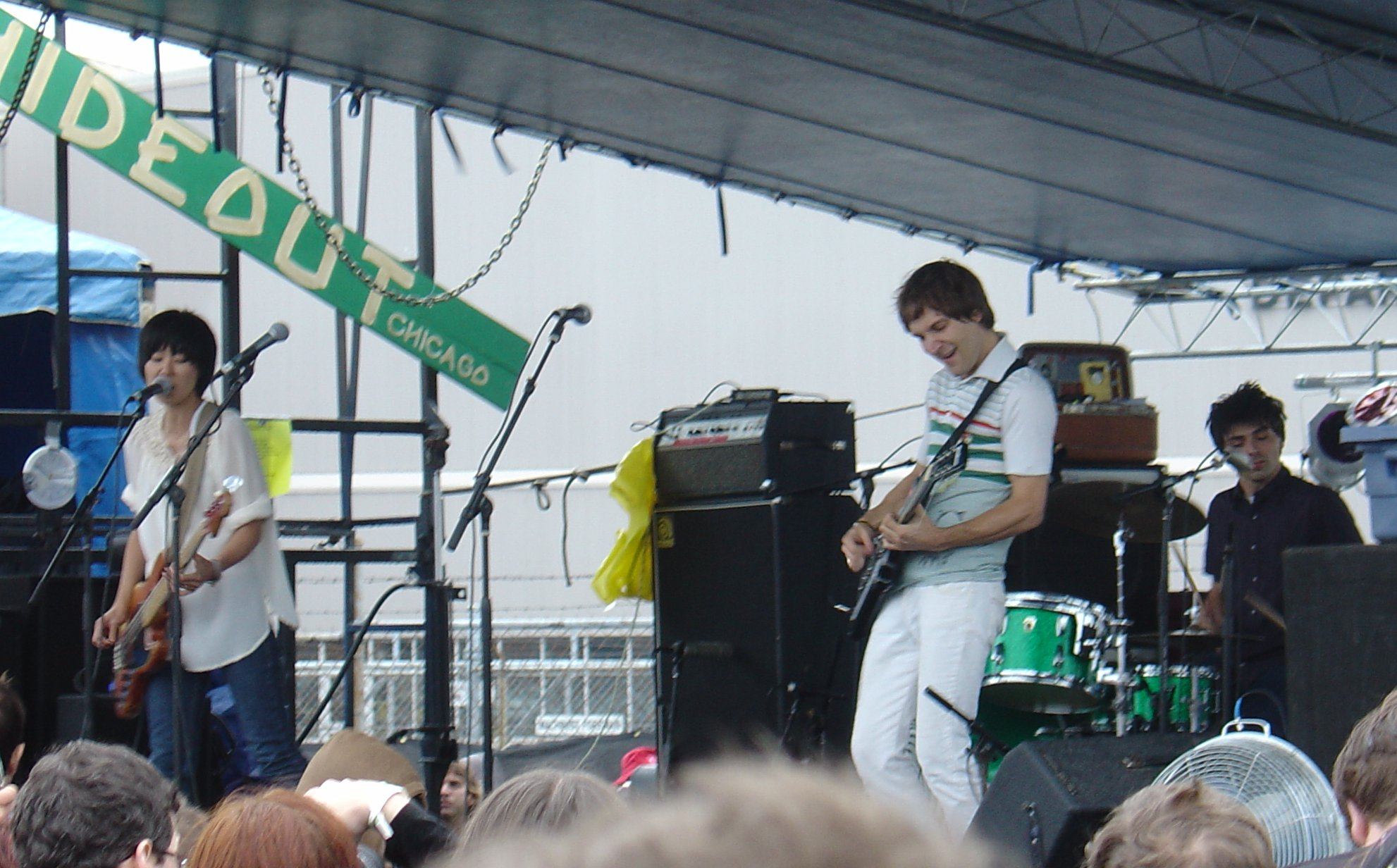
Enon

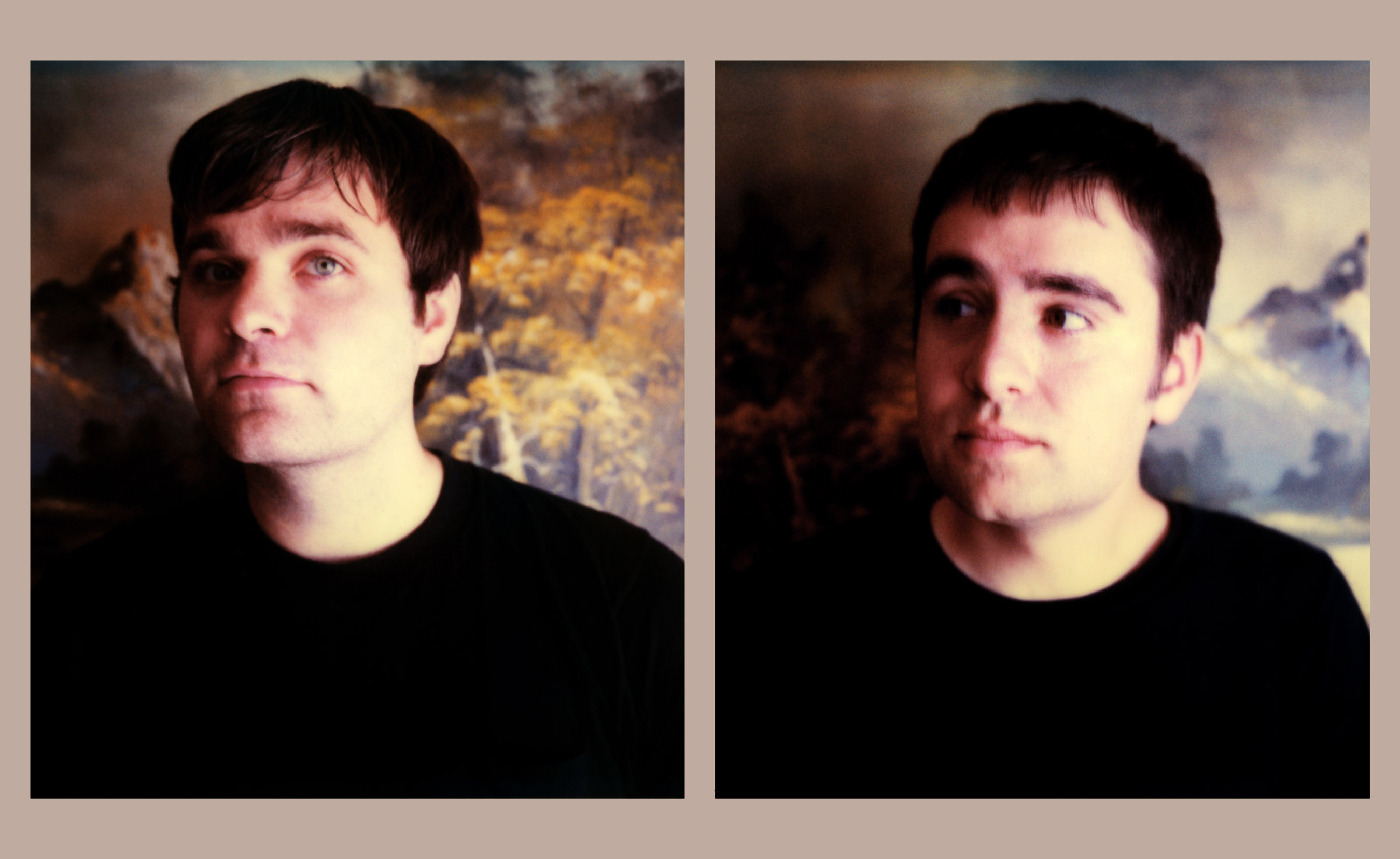
The Postal Service

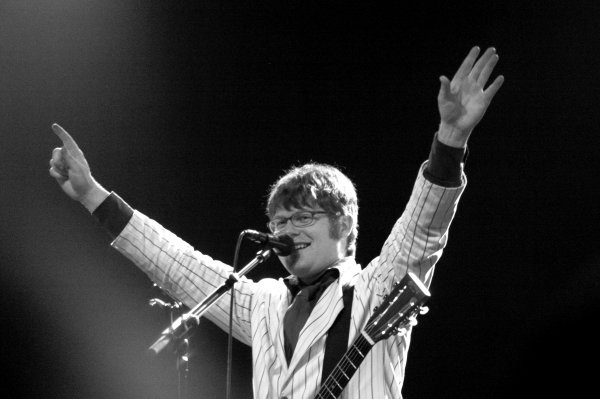
Colin Meloy (The Decemberists)

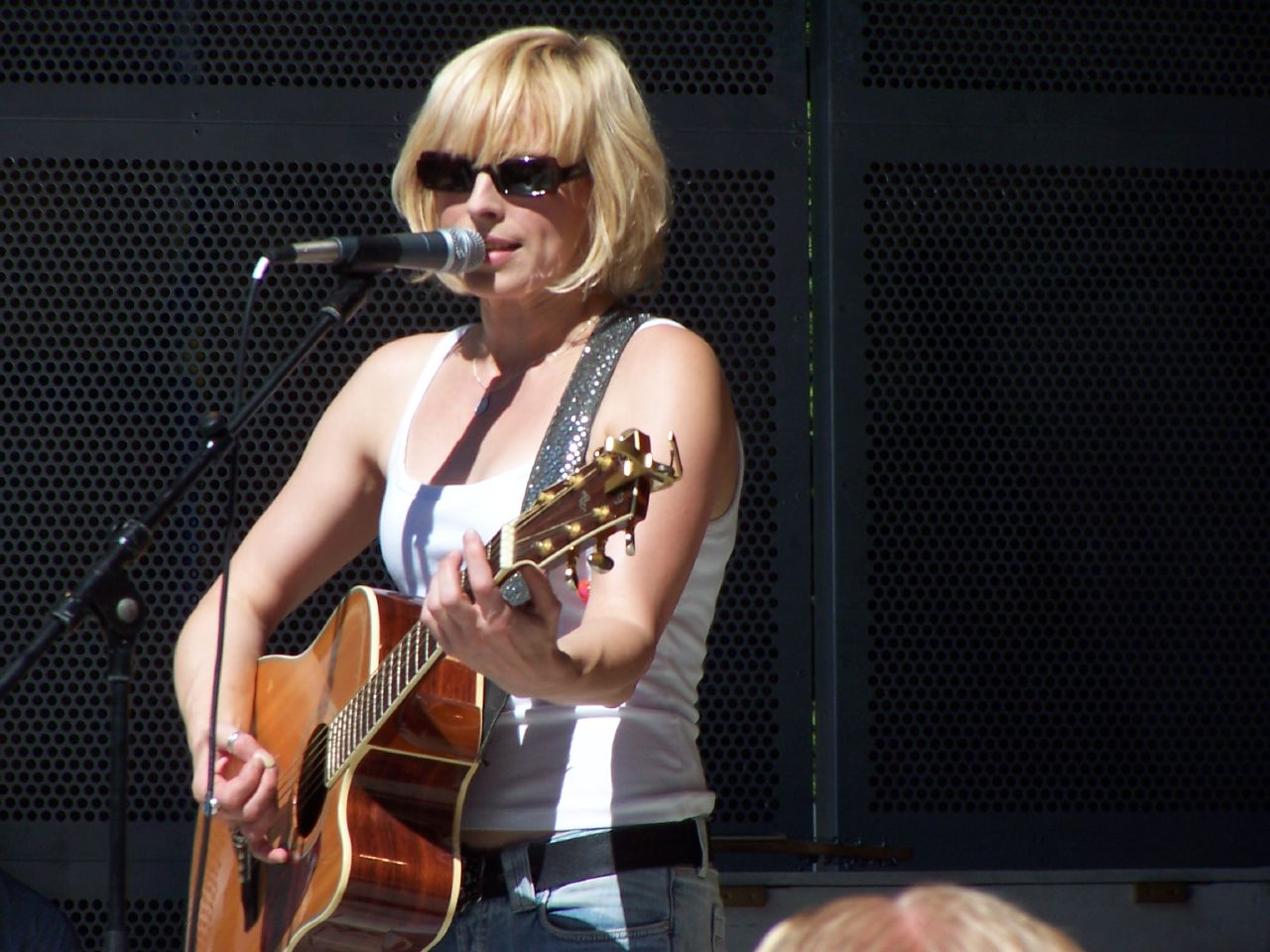
Carol van Dijk (Bettie Serveert)

Indie is een verzamelnaam voor de popmuziek die op muziekdragers uitgebracht werd door kleine onafhankelijke platenlabels of door musici, die hun muziek op een eigen label uitbrachten. Kenmerkend is vaak de afkeer van commerciële muziek en liefde voor het experiment. De naam werd in Engeland eerst gebuikt voor indierock (niet te verwarren met indorock), terwijl in Amerika de naam 'alternative rock' gebruikelijker was. De geuzennaam voor de muziekstijl was D.I.Y. (Do It Yourself).
Bekende bands die op indielabels begonnen, zijn R.E.M. en Nirvana. Nadat deze bands echter beroemd werden en alternatief een marketingterm werd, verdween het onderscheid in muziekstijl tussen indie, alternatief en mainstream. Indie bleef wel de verzamelnaam voor in allerlei substijlen gemaakte lowbudget muziek. 
De naam indie komt van het Engelse independent,  onafhankelijk, hiermee refererend aan de doe-het-zelf-houding van de bands of hun platencontract met een onafhankelijk platenlabel. Afgeleid hiervan worden de namen indierock, indiepop, indietronica en indiefolk gebruikt.
Indiemuziek kan divers zijn, van ambient en indiefolk tot heavy metal, maar meestal bedoelt men met de naam de zogenoemde indierock, die bekend werd door bands als Pavement en Sonic Youth. Ook staan deze artiesten vaak erom bekend dat zij niet in een ander 'hokje' gezet kunnen worden, als gothic of punk. Vaak wordt indie ook gezien als een postmodern genre.
De term 'indie' is soms verwarrend omdat niet alle artiesten die onder de term worden geschaard onafhankelijk zijn. Veel indieartiesten zijn wel verbonden aan platenmaatschappijen. Met hun imago zetten ze zich af tegen de massacultuur, maar sommige aanvankelijk onbekende artiesten groeiden uit tot grote sterren. Sinds het commerciële succes van met name R.E.M. en Nirvana wordt de term 'indie', evenals de termen 'underground' en 'cult', dan ook steeds vaker door de gevestigde platenindustrie gebruikt als marketingterm om artiesten met een tegendraads imago te promoten. Of de geproduceerde muziek ook daadwerkelijk vernieuwend of tegendraads is, schijnt daarbij minder belangrijk te zijn. Een minder marketinggevoelige
term voor grensverleggende rockmuziek is experimentele rock.

## Geschiedenis
De punk-revolutie die plaatsvond in 1977 bracht een nieuw soort popartiest met zich mee. Niet langer waren rockhelden als David Bowie, Pink Floyd, Supertramp onbereikbare iconen die schatrijk waren geworden door hun jarenlange successen. De punkgolf zorgde ervoor dat elke jongen van de straat op het podium de held kon zijn.
Zangers hadden een anti-sterren-imago en droegen aftandse kleding als reactie op de decadente voorkomens van hun commercieel succesvolle voorgangers.

### Engeland vanaf 1977
Verwant aan deze tendens werd ook de doe-het-zelfethiek steeds populairder. Bands brachten hun muziek niet langer uit bij gevestigde platenmaatschappijen als protest tegen de commerciële restricties die werden uitgevoerd op het muzikale eindproduct onder andere door middel van ingehuurde topproducers. In plaats daarvan brachten ze hun muziek uit op muziekcassette, single of elpee met vaak zelf ontworpen, gestencilde of gefabriceerde hoezen. Zeefdruk werd veel toegepast, omdat dit een mooi resultaat geeft en bij kleine oplages aantrekkelijk is als alternatief voor drukwerk. De eigenbeheeruitgaven werden verkocht via alternatieve kanalen buiten de gangbare distributeurs om. Gaandeweg ontstonden er nieuwe kleine labels en distributeurs die zich specialiseerden in alternatieve muziek. Aanvankelijk was dit vooral punk, maar al snel volgde er ook muziek met invloeden van de new wave of andere stromingen. In Amerika werd deze muziek vooral populair onder studenten en werd om die reden in de jaren tachtig college rock genoemd. In feite is college rock, op het tijdvak na, niets anders dan indierock. Het had slechts een andere naam. Bands als Hüsker Dü, R.E.M. en Pixies waren de bekendste bands van deze lichting. In Engeland ontstond het platenlabel Factory Records. Tony Wilsons platenlabel werd geheel zelfstandig gerund en ging daaraan uiteindelijk ten onder. Bij dit label waren enkele indiebands getekend, zoals Joy Division en New Order, dat daar uit voortkwam en later volgde ook de Happy Mondays, die toonaangevend waren voor de Manchestersound van de Stone Roses en de Charlatans. In Londen werd het label Mute Records opgericht, dat later vooral bekend zou worden als label van Depeche Mode, Yazoo, Erasure, Nick Cave en Moby, maar ook van experimentelere bands zoals Throbbing Gristle, Miranda Sex Garden, A Certain Ratio en de industrial groep Einstürzende Neubauten. Een ander belangrijk indie label voor alternatieve muziek is 4AD, dat in 1979 werd opgericht in Londen,  met bands als The Birthday Party, Cocteau Twins, Pixies, Modern English, Red House Painters en Dead Can Dance.

### Jaren tachtig in de VS
Parallel aan de onafhankelijke new wave, ontstond gelijktijdig met punk en new wave ook de noise. In New York werd de eerste lichting No wave genoemd. Die vormde de voorloper van zowel de noise als de industrial, die aanvankelijk zeer verwant waren. Swans is een voorbeeld waarbij de grens lastig te trekken is. Sonic Youth ontwikkelde zich als No wave-band hoewel ze nooit zo gespecificeerd zijn, maar wel bijna alle leden bij Glenn Branca in het orkest speelden. Sonic Youth ontwikkelde zich gaandeweg meer richting de collegerock van Pixies, Dinosaur Jr. en Hüsker Dü.

### Mainstream
Doordat al deze bands vaak jarenlang en vele elpees achter elkaar relatief weinig verkochten, werd het voor grotere platenmaatschappijen interessanter om ze in hun stal op te nemen. Naast de veilige investering (ze wisten wat ze kregen), werd ook het imago van de grote maatschappijen er positief door beïnvloed ten aanzien van de culturele elite. R.E.M. was een van de eersten die de overstap maakte. De band had veel principes, maar was niet antimainstream. Sonic Youth maakte de overstap  naar Geffen Records, de platenmaatschappij van hardrockbands als Guns n' Roses, maar bedongen in hun contract wel artistieke vrijheid. Kort na Sonic Youth maakte ook Nirvana de overstap (van Sub Pop) naar Geffen Records, waarmee definitief de scheidslijn tussen de begrippen onafhankelijk (indie) en mainstream verdween.
Riot grrrl is een feministische vorm van indierock, punkrock en noiserock die begin jaren negentig opkwam. Hole, Bikini Kill, Free Kitten, L7, Huggy Bear, Babes in Toyland, Le Tigre, Bratmobile, Sleater Kinney.

### Na Nirvana
Pavement en Blonde Redhead, beide afkomstig uit New York, werden toonaangevende bands nadat Nirvana niet meer bestond.

### Lo-fi
Begin jaren negentig werd de lo-fi-stroming populairder door de komst van de relatief goedkope Porta-viersporencassetterecorders. Plotseling was het voor veel muzikanten mogelijk om thuis, in plaats van in een dure studio, hun muziek vast te leggen. De bekendste namen zijn Neutral Milk Hotel, Guided by Voices, Sebadoh en Beck.

### Post-rock
Halverwege jaren negentig ontstond de post-rock. Post-rock is vaak instrumentaal en heeft lang uitgerekte composities, afwijkend van het couplet-refrein-couplet principe. Het kan gezien worden als een reactie tegen de grunge, stonerrock en nu-metal, weliswaar als indierock gepresenteerde alternatieve muziek.

### Harsh Noise
Een combinatie van snelle punk en metal met noiserock is harsh noise. Bands: Melt-Banana, Lightning Bolt, Pink & Brown, Neptune, PRE.

### Post-punk en New Weird America
Rond de eeuwwisseling ontstaat er een herwaardering voor de vroege jaren 80-rock, de postpunk. Experimentele exponenten van deze stroming zijn Liars, The Rapture, Yeah Yeah Yeahs.
Gelijktijdig ontstond er in Amerika de New Weird America, een genre dat zich in hoofdzaak kenmerkt door eclecticisme, een cross-over van experimentele rock, outsider art, psychedelische rock, polyritmiek, singer-songwriter en elektronische muziek. Bands: Animal Collective, the Dodos, Yeasayer, Liam Finn, Micachu, Health, These Are Powers, No Age, Wavves, Ponytail. In recensies duiken steeds vaker de termen postpunk en no wave op als referenties naar de muziek. Men spreekt ook wel van postpunkrevival. Mede hierdoor en door de toenemende populariteit van festivals als ATP, Pitchfork Festival en Primavera Sound ontstaat er een herwaardering voor deze oude artiesten. Vanwege de goede positie van met name deze festivals komt er een soort revival tot stand, waarbij veel van de inmiddels inactieve bands, vaak gestrand door gebrek aan commercieel succes destijds, weer gaan optreden. Artiesten in dit verband zijn bijvoorbeeld Wire, Rhys Chatham, ESG, Liquid Liquid, Gang of Four, Polvo. De documentaire Kill Your Idols gaat dieper in op de nowave-revival, waarbij zowel de oude garde (Lydia Lunch, Thurston Moore, Glenn Branca, Arto Lindsay alsmede nieuwe acts als Liars, Yeah Yeah Yeahs en Gogol Bordello uitleg geven over de esthetische achtergrond van het genre (of anti-genre).
Halverwege het eerste decennium van deze eeuw begint Vincent Moon op het Franse weblog La Blogotheque een serie videoreportages van toonaangevende indierock-acts. De serie ontwikkelt zich in een snel tempo tot over de honderd reportages van vrijwel elke band die tegenwoordig naam maakt in dit muziekcircuit. Moon vervult hiermee een soort spilfunctie zoals John Peel dat was als radio-dj.

## Muziek
Indie is zelden toegankelijke muziek, alhoewel bepaalde bands, die eerst als 'moeilijk' werden omschreven, toch door het grote publiek werden ontdekt. Het rolmodel hierbij is Nirvana. De band van Kurt Cobain begon als een typisch indiebandje, met een eerste, vrij rauwe, plaat (Bleach) maar brak totaal onverwacht door met haar tweede cd Nevermind. Het succes van Nirvana opende de weg voor veel andere bands, maar toch blijft een groot deel van de indiemuziek meer een zaak voor liefhebbers dan voor het grote publiek. De muziek, die rustig of wild kan zijn, is eigengereid, arrangementen worden niet bepaald door producers, het principe van Do It Yourself is heilig.  

### Subgenres
Indie wordt vaak onderverdeeld in meerdere subgenres, zoals:
- Noise en door noise beïnvloede rock: experimentele muziek met veel 'mooie herrie'.
Melt-Banana, Merzbow, Sonic Youth, Half Japanese, Fugazi, The Ex, Shellac, Lightning Bolt
- Post-rock: sferische gitaarmuziek met vaak lange nummers.
Godspeed You! Black Emperor, Mogwai, Sigur Rós, Explosions in the Sky, Mono
- Lo-fi: muziek waarbij bewust wordt gewerkt met eenvoudige of amateuristische opnameapparatuur.
Neutral Milk Hotel, Lou Barlow, Grandaddy, Smog, Spinvis, Sparklehorse, Guided by Voices
- IDM: gecompliceerde computermuziek die niet altijd dansbaar bedoeld is.
Aphex Twin, Autechre, Boards of Canada
- Twee pop: directe popmuziek met vaak vrolijke, zoete melodieën.
Belle and Sebastian, Architecture in Helsinki, The Gentle Waves, Camera Obscura
- Indietronica: rustige elektronische muziek, onder meer geïnspireerd door Kraftwerk, met zanglijnen die eerder aan pop/rock doen denken.
The Postal Service, Figurine, Lali Puna, The Notwist, Thom Yorke
- New Weird America: Een genre dat zich kenmerkt door eclectisme, een cross-over van experimentele rock, psychedelische rock, polyritmiek, singer-songwriter en elektronische muziek.
Animal Collective, The Dodo's, Yeasayer, Liars, Vampire Weekend, Mahjongg, Ponytailsonic
- Electropunk: Clap Your Hands Say Yeah, The Rapture, The Liars (debuut), LCD Soundsystem
- Shoegaze : My Bloody Valentine, Curve
- Indiefolk : geïnspireerd op folk en country.
Beck, Bon Iver, Beirut, Mister and Mississippi

## Verspreiding
Indie wordt gekenmerkt door een grote Do-It-Yourself-mentaliteit: de platenlabels ('independents') zijn vaak vrij klein en vinden de kwaliteit en originaliteit van de muziek vaak belangrijker dan het commerciële gewin. Veel indiebandjes beginnen vaak met thuis opnames te maken met een bandrecorder, en tegenwoordig ook vaak via de computer. Een deel van de muzikanten blijft ook op die manier werken en brengt al haar muziek in eigen beheer uit, deze muzikanten noemt men ook wel hometapers. Indiemuziek is lang niet altijd te vinden in de grote platenzaken en veel liefhebbers wijken dan ook vaak uit naar meer gespecialiseerde winkels.

### Indie en het internet
De opkomst van het internet aan het eind van de jaren negentig was van grote betekenis voor de indiescene: via het internet werd het voor veel platenlabels veel gemakkelijker om hun muzikanten onder de aandacht te brengen. Er werd een aantal muziektijdschriften op het web opgericht die zich exclusief richtten op indiemuziek. Het bekendste voorbeeld hiervan is Pitchfork Media, een Amerikaans webzine dat bijzonder invloedrijk is bij de promotie van indiemuziek. Andere (kleinere) webzines zijn onder meer Tiny Mix Tapes en Almost Cool. MP3 bleek een ideaal medium te zijn voor platenlabels om hun muziek te promoten.
Bekende webzines in Nederland zijn onder meer 3VOOR12, het webzine van de VPRO, en Kindamuzik. In Vlaanderen speelt Studio Brussel een belangrijke rol bij het promoten van alternatieve muziek, net als webzines als Digg* en Goddeau.

### Festivals
Lollapalooza is een jaarlijks Amerikaans muziekfestival met o.a.  alternatieve rock en indiebandjes, sinds 2005 in het Grant Park in Chicago.

### IMPALA
De Independent Music Companies Association (IMPALA), oorspronkelijk de Independent Music Publishers and Labels Association, is een handelsvereniging zonder winstoogmerk die in 2000 is opgericht om Europese onafhankelijke platenlabels te helpen hun artiesten te vertegenwoordigen en onafhankelijke muziek te promoten. Het kantoor bevindt zich in Brussel, België.
IMPALA is lid van het Worldwide Independent Network (WIN), een coalitie van onafhankelijke muziekorganisaties uit landen over de hele wereld.
IMPALA kent een drietal onderscheidingen: de top 100 van te volgen artiesten, de "Outstanding Contribution Award" en de "IMPALA Sales Awards"  

### Bandcamp
Bandcamp is een in 2007 begonnen Amerikaanse online muziekwinkel en platform voor artiestpromotie, de  gericht op onafhankelijke artiesten.

### Pinguin Radio
Pinguin Radio is een Nederlandse online radio-omroep met veel aandacht voor indie muziek.

## Indie in Nederland en Vlaanderen
In Nederland en België wordt indie ook wel vaak onder de categorie 'alternatief' geplaatst. Een belangrijke speler op de Nederlandse markt is het Excelsior-label, dat onder meer Spinvis, LPG, Alamo Race Track, Caesar, Do-The-Undo en Bauer onder zich heeft. Enkele andere Nederlandse indiebands zijn This Beautiful Mess, Bettie Serveert, At the close of every day, Audiotransparent, Pioneers of Love, Pfaff, Zea, Feverdream, Zoppo, The Quaint en het niet meer bestaande Seedling.
In Vlaanderen heeft vooral de band dEUS gezorgd voor een grote interesse in indiemuziek. Sinds de doorbraak van dEUS zijn er veel bandjes gevormd die hebben gezorgd voor een levendige muziek-scene in Vlaanderen. Enkele hiervan hebben ook voormalige dEUS-leden in de gelederen, zoals Zita Swoon en Millionaire. Ook Hooverphonic is een bekend voorbeeld van een Vlaamse indieband.

## Bekende (nog actieve) indie-acts
- Animal Collective
- Arcade Fire
- Arctic Monkeys
- AURORA
- alt-J
- The Automatic
- Awolnation
- Absynthe Minded
- Babyshambles
- Bastille
- Bazart
- Beirut
- Belle & Sebastian
- Bettie Serveert
- Black Box Revelation
- Music by Blanks
- Bloc Party
- Blonde Redhead
- Bombay Bicycle Club
- Bon Iver
- BOY
- The Breeders
- Bright Eyes
- Broken Bells
- Cage the Elephant
- Car Seat Headrest
- Cartel
- Catfish and the Bottlemen
- Clap Your Hands Say Yeah
- Creature with the Atom Brain
- Customs
- The Courteeners
- Death Cab for Cutie
- The Decemberists
- Deerhunter
- dEUS
- Dinosaur Jr.
- Dirty Pretty Things
- Django Django
- The Dodos
- Editors
- Edward Sharpe and the Magnetic Zeros
- Enon
- The Flaming Lips
- Fleet Foxes
- Florence and the Machine
- The Fratellis
- Franz Ferdinand
- Freaky Age
- Foals
- Foster the People

- Friska Viljor
- Glass Animals
- Gossip
- Gotye
- Guided by Voices
- Haim
- Half Japanese
- Handsome Poets
- The Haunted Youth
- The Hoosiers
- Idlewild
- I'm from Barcelona
- Imagine Dragons
- Interpol
- Jake Bugg
- Jeff Who?
- Kaiser Chiefs
- The Killers
- Kings of Leon
- Kodaline
- The Kooks
- Kasabian
- Lana Del Rey
- London Grammar
- The Lapse
- The Last Shadow Puppets
- LCD Soundsystem
- Les Savy Fav
- Liars
- The Libertines
- Lightning Bolt
- Lorde
- Lovejoy
- Low
- Mahjongg
- Maxïmo Park
- Melt-Banana
- Mew
- MGMT
- Milburn
- Milestones
- Mumford & Sons
- Nada Surf
- The National
- The Neighbourhood
- Neutral Milk Hotel
- Nizlopi
- Novack
- OK Go
- Oscar and the Wolf
- Passenger

- Passion Pit
- Pavement
- Peter Bjorn and John
- Phoenix
- Protection Patrol Pinkerton
- The Pigeon Detectives
- The Pipettes
- Pixies
- The Postal Service
- The Rascals
- The Rakes
- Radiohead
- Radical Face
- Razorlight
- Reverend and The Makers
- The Rifles
- Scouting for Girls
- Sebadoh
- Shellac
- Sheppard
- Sherwood
- Silversun Pickups
- Son Mieux
- Sonic Youth
- Spoon
- Starsailor
- The Sunshine Underground
- The Tallest Man on Earth
- Tame Impala
- Tegan and Sara
- The Tellers
- Thirteen Senses
- Thomas Dybdahl
- Two Door Cinema Club
- Unwound
- The Vaccines
- The Van Pelt
- Vampire Weekend
- The View
- Walk off the Earth
- The War on Drugs
- We Are Scientists
- We Were Promised Jetpacks
- White Lies
- The Whitest Boy Alive
- The Wombats
- The xx
- Yo La Tengo
- The Zutons